# Palazzo Penne
Il palazzo Penne è un palazzo rinascimentale di Napoli, ubicato nei pressi del largo Banchi Nuovi in pieno centro storico.

## Storia e descrizione
Venne costruito nel 1406, come ricordato dall'epigrafe posta sul portale, da Antonio di Penne, segretario del re Ladislao di Durazzo, in prossimità del piccolo largo che rappresentava il primo ingresso alla città.
Il palazzo fonde, come nel palazzo Carafa, elementi catalani (come l'arco ribassato) con quelli toscani (bugne in facciata) e consta di tre piani, di cui uno al livello del cortile interno e due sfalsati in corrispondenza della scala interna. Il cortile interno presenta un portico con cinque arcate su pilastri, ciascuno con quattro motivi angolari, a foglie di Cardo. I vari corpi di fabbrica prendono luce dall'interno, ad eccezione di due finestre visibili dall'esterno a croce guelfa corrispondenti ad una scala che sfociava sulla gradinata di Santa Barbara.
Per quanto riguarda la facciata, vi sono tre filari di bugne con al centro il rilievo della penna, simbolo della famiglia e della funzione di segretario e consigliere che ricopriva Antonio Penne nei confronti di re Ladislao; questi a loro volta fanno da sostegno ad altri otto filari con su inciso il giglio angioino, al di sopra dei quali sporge una cornice di mensole ad archetti trilobati con rilievi di croci e di corone sempre in onore di Ladislao.
Nel corso dei secoli il palazzo passò a diverse famiglie nobili: prima quella dei Rocco, quindi quella dei Capano (principi di Pollica e baroni di Velia) iscritti al seggio del Nilo, che ne mantennero il possesso per circa 150 anni, fino a quando Marco Antonio Capano lo perse per debiti di gioco. Nel 1683 divenne sede dell'ordine clericale dei Somaschi. Nel XVIII secolo fu acquistato dal vulcanologo Teodoro Monticelli che vi ubicò la sua collezione.

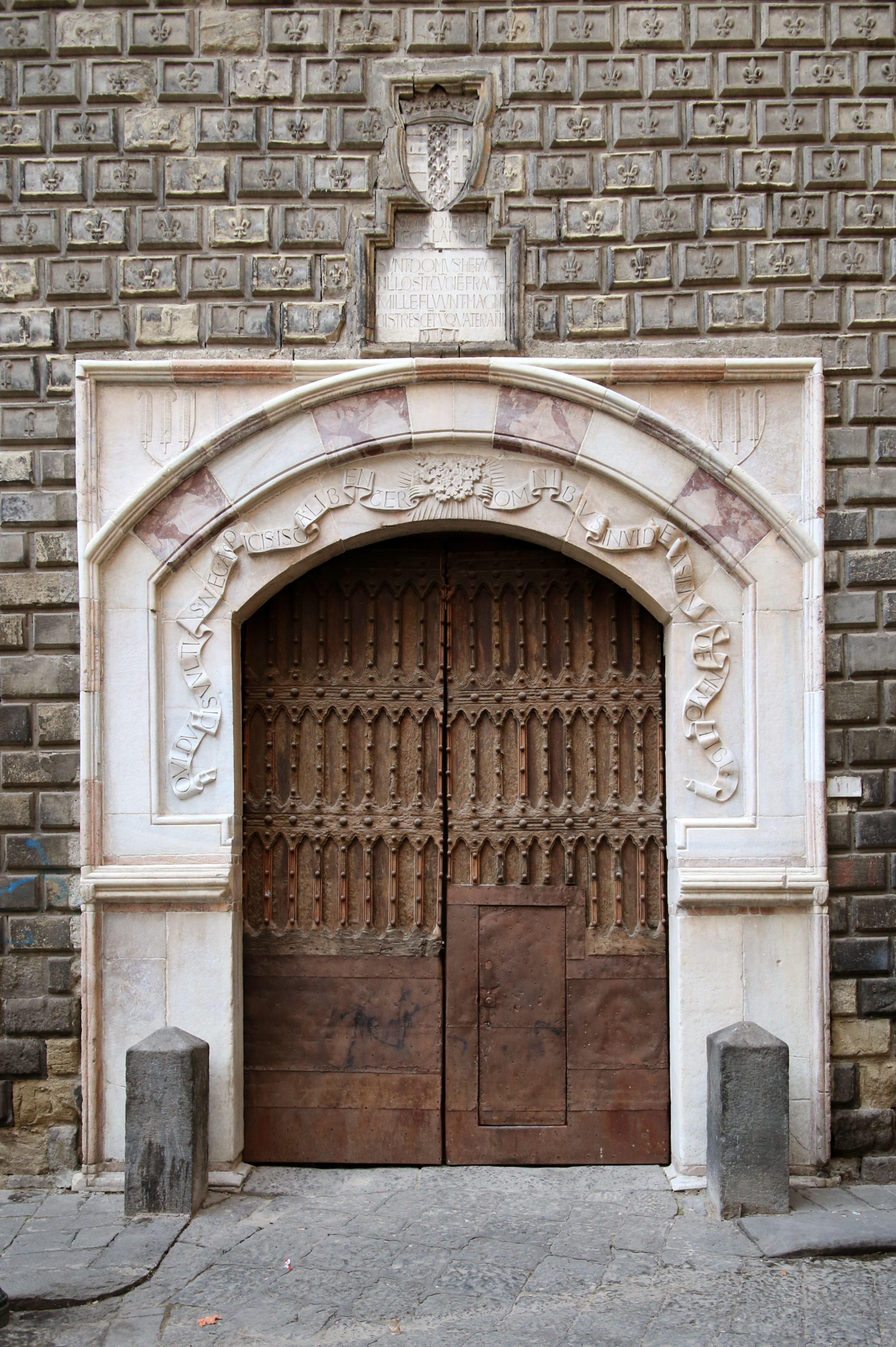
Portale d'ingresso scolpito, con battenti originali

### Il portale d'ingresso
Il pregevole portale d'ingresso, posto sulla facciata principale del palazzo, rappresenta un arco depresso, tipico del periodo durazzesco e molto diffuso in tutta la città.
In entrambi gli angoli superiori sono posti gli stemmi della famiglia Penne, mentre al centro sono scolpiti a rilievo alcune figure in stile tardogotico. Sempre in facciata, sono presenti due incisioni di versi di Marziale, uno posto sul profilo curvo dell'arco del portale, l'altro è invece posto al di sopra di esso, su una cornice lignea:
(Incisione nel profilo curvo dell'arco)
in italiano:
tu che giri la testa, o invidioso, e non guardi volentieri questo (palazzo), possa di tutti essere invidioso, nessuno (lo è) di te.

(Incisione sulla tabella sopra il portale)

## Il palazzo di Belzebù
Alla costruzione del palazzo Penne è legata una leggenda napoletana. Si vuole infatti che il palazzo sia stato costruito in una sola notte da Belzebù in persona, per volere di Antonio Penne (o di tal Giovanni Penne, funzionario francese) che aveva con lui suggellato un patto col sangue. Penne si era infatti innamorato di una bellissima donna, che per sposarlo, gli aveva chiesto di costruirle un palazzo in una notte sola. Per accontentarla, Penne aveva chiamato in suo aiuto il diavolo: gli avrebbe dato la sua anima in cambio del palazzo.
Il patto conteneva però una clausola aggiunta da Penne: il dovuto sarebbe stato pagato a Belzebù se fosse stato capace di enumerare quanti chicchi di grano erano stati sparsi nel cortile del palazzo. Una volta terminata la costruzione, il diavolo contò in pochi minuti il grano, ma il numero che diede a Penne era sbagliato di cinque chicchi e dovette rinunciare all'anima dell'oramai proprietario del palazzo. Belzebù era stato ingannato perché, assieme al grano, era stata sparsa anche della pece nel cortile, che aveva fatto incollare alcuni chicchi sotto le unghie del diavolo, facendolo sbagliare nel conteggio.

## Vicende recenti

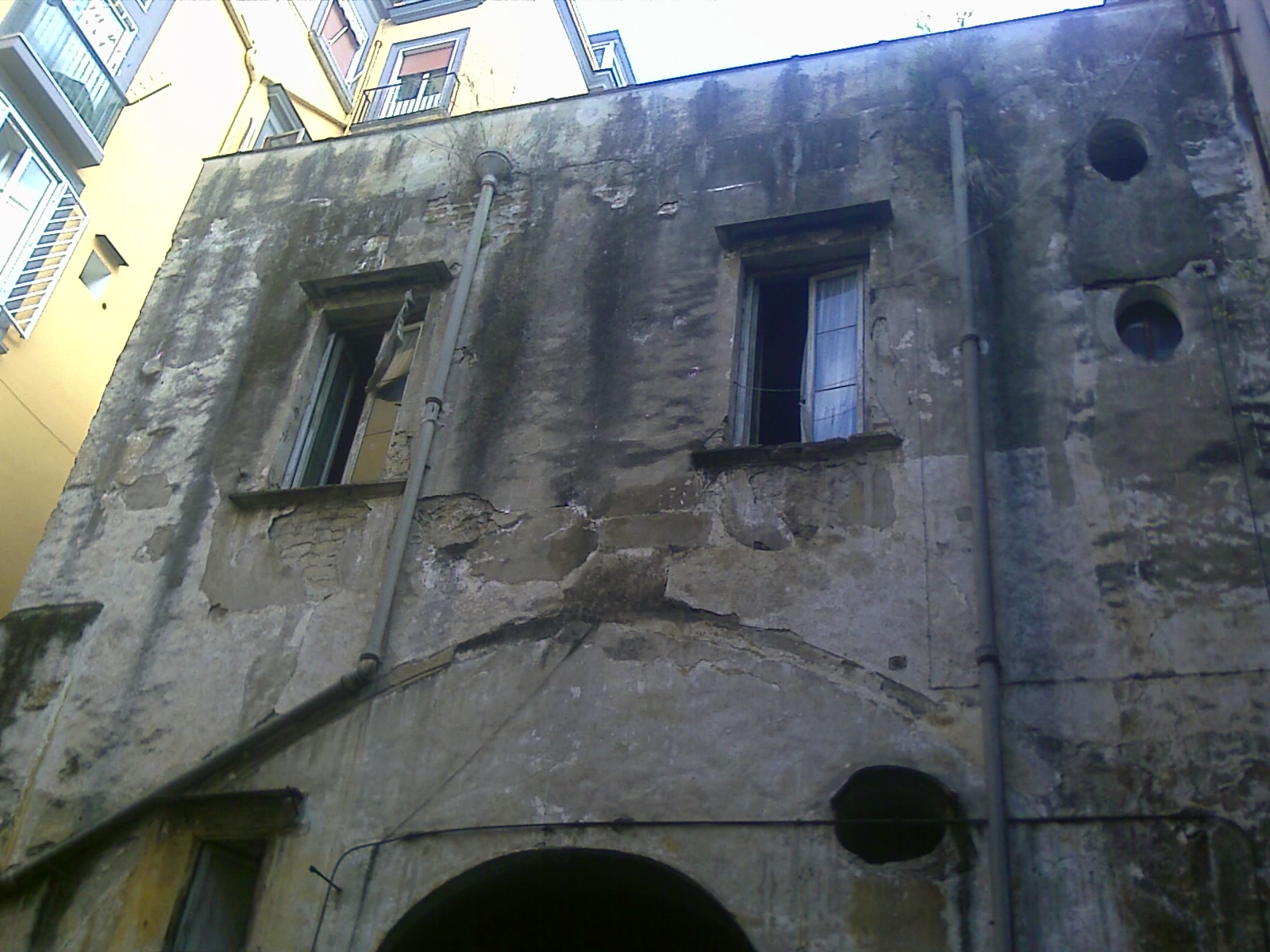
Facciata interna in degrado

Nel 2002 la Regione Campania acquistò l'edificio, allora privato in quanto sede di un bed and breakfast. Il palazzo fu quindi ceduto in comodato d'uso nel 2004 all'Università Orientale. Il progetto prevedeva la realizzazione di un polo universitario d'eccellenza con laboratori, aule per seminari e convegni, servizi per studenti. I lavori per il recupero dell'edificio, tuttavia, non furono mai avviati. Nel 2007 gli intellettuali Alda Croce e Marta Herling, rispettivamente figlia e nipote del filosofo Benedetto Croce, ottennero la sospensione dei lavori abusivi all'interno dell'edificio per la realizzazione di alcune unità abitative; tali lavori furono tuttavia poco dopo ripresi. A nulla valsero allora gli appelli del Presidente della Repubblica Giorgio Napolitano e dell'UNESCO per l'avvio dei lavori di recupero. Il 20 maggio 2008 sono state concluse le indagini chieste dell'Unesco che hanno portato all'apertura di sei fascicoli riguardanti anche il governatore Antonio Bassolino e l'allora Rettore dell'Orientale Pasquale Ciriello per danneggiamento su un manufatto di interesse storico e artistico provocato dal mancato intervento restaurativo.
Il 25 novembre 2008 sono stati avviati i lavori di messa in sicurezza dell'edificio, per evitarne un ulteriore degrado. L'accordo tra la Regione e gli ultimi due privati abusivamente occupanti per una residenza alternativa ha permesso di porre l'intero palazzo sotto la supervisione della Regione e dell'Università Orientale, che ora dovranno accordarsi per l'intervento restaurativo e la destinazione d'uso. Il 19 febbraio 2013 sono partiti i lavori di restauro e ristrutturazione dell'intero edificio.
Il 19 aprile 2013 tutti gli imputati nel processo sono stati assolti dall'accusa di danneggiamento di beni di interesse storico dalla VI sezione del Tribunale di Napoli perché il fatto non sussiste.